# Lacs du Domènon
Les lacs du Domènon sont deux lacs français alpins du sud de la chaîne de Belledonne.

## Géographie
Le lac du grand Domènon a une superficie de 6,45 ha, et le lac du petit Domènon 4,6 ha.

## Tourisme
La randonnée menant aux lacs des Doménon débute au parking du Pré Raymond au dessus de la commune de Revel. L'ascension passe par le Lac du Crozet, le col de la Pra, jusqu'au « petit » et « grand » Doménon. La distance de marche aller/retour est de 15,4 km et il faut compter environ 7 heures d'activité.
L'accès est libre. De niveau rouge, la randonnée est réputée difficile et s'adresse plutôt aux randonneurs confirmés. Le dénivelé est de 1 000 mètres pour arriver à une altitude de 2 385 m.
Les randonneurs peuvent faire une escale au refuge de la Pra, étape sur le GR 738. Depuis le refuge, de nombreux itinéraires peuvent s'accomplir comme le Grand Colon, La Croix de Belledonne ou la Grande Lauzière.